# Вторжение в Югославию
Вторжение в Югославию, или «Операция 25», или Апрельская война (сербохорв. Априлски рат/Aprilski rat, серб. Априлски рат, хорв. Travanjski rat, словен. Aprilska vojna, макед. Априлска војна, черног. Априлски рат, босн. Aprilski rat) — военная агрессия стран «оси» (Германии, Королевства Италии, Венгрии) против Югославии во время Второй мировой войны.
Нападение осуществлялось сразу с нескольких сторон: с территорий Италии, Венгрии, Румынии, Болгарии, аннексированной итальянцами Албании, а также непосредственно с территории Германии (Австрии). Одновременно с операцией в Югославии немцы начали вторжение в Грецию. В ходе короткого военного противостояния вооружённые силы Югославии были разгромлены, а королевское правительство бежало. Боевые действия длились с 6 по 17 апреля 1941 года, когда между Германией и Югославией было подписано перемирие на основе безоговорочной капитуляции последней. Территория страны оставалась полностью или частично оккупированной вплоть до мая 1945 года.

## Военно-стратегическая ситуация
После начала Второй мировой войны Югославия объявила о своём нейтралитете, однако в связи с осложнением военно-политической обстановки в Европе начала мероприятия по усилению армии и развитию военной промышленности.
29 октября 1940 начальник штаба Верховного командования сухопутных войск вермахта генерал Ф. Гальдер записал в своем дневнике о ситуации в Югославии:

В Югославии снова отмечено обострение противоречий. По-видимому, существует опасность путча со стороны сербского генералитета с целью возведения на престол молодого короля и ограничения влияния хорватов.— Halder F. Kriegstagebuch. Tägliche Aufzeichnungen des Chefs des Generalstabes des Heeres 1939-1942. — Stuttgart: W. Kohlhammer Verlag, 1962-1964
На дальнейшее развитие событий на Балканах оказала влияние война с Грецией, начатая Италией в октябре 1940 года. Поскольку война развивалась неудачно для итальянцев, немецкое военно-политическое руководство (не желавшее допустить военное поражение своего союзника) приняло решение усилить военное присутствие на Балканах и начать подготовку к войне против Греции.
1 ноября 1940 югославский военный министр М. Недич представил правительству меморандум о состоянии вооружённых сил королевства, в котором утверждал о невозможности воевать с Германией и необходимости скорее заключить с ней взаимовыгодный договор. Похожего мнения придерживался князь-регент Павел. 18 февраля 1941 года посол США в Белграде А. Б. Лэйн сообщил в Вашингтон, что Павел говорил ему, будто Югославия в случае нападения будет сопротивляться не более двух недель.
28 ноября 1940 Германия предложила Югославии заключить пакт о ненападении, а 22 декабря 1940 — предложила Югославии присоединиться к Тройственному пакту.
25 марта 1941 года югославский премьер-министр Д. Цветкович подписал в Вене протокол о присоединении его страны к Тройственному пакту. В столице начались массовые митинги и демонстрации протеста против присоединения Югославии к пакту под лозунгами: «Боље рат него пакт!», «Боље гроб него роб!».
В этот же день, 25 марта 1941 года, в стране начались митинги протеста против подписания договора с Германией (в Белграде они охватили все учебные заведения, в Крагуеваце в них участвовали 10 тыс. человек, в Цетинье — 5 тысяч). 26 марта 1941 митинги и демонстрации продолжались, на улицах Белграда, Любляны, Крагуеваца, Чачака, Лесковаца проходили многотысячные митинги протеста против подписания договора с Германией. В 400-тысячном Белграде на демонстрацию протеста вышло не менее 80 тысяч человек. В Белграде протестующие разгромили немецкое информационное бюро: разбили все стёкла, разгромили и подожгли помещение, а также несколько нацистских флагов.
В ночь на 27 марта 1941 года группа офицеров ВВС во главе с командующим югославскими ВВС генералом Д. Симовичем совершили государственный переворот, свергнув князя-регента Павла. Сам Павел выехал из столицы поездом вечером предыдущего дня в своё имение Брдо в Словении. Члены кабинета Д. Цветковича были подняты с постелей и арестованы. На престол был возведён 17-летний король Пётр II, объявленный по этому случаю совершеннолетним, затем было образовано новое правительство, которое возглавил Д. Симович.
Хотя правительство Д. Симовича не решилось официально расторгнуть договор о присоединении к Тройственному пакту, Гитлер расценил смену власти в Югославии как предательство и отдал приказ начать подготовку к войне, не останавливаясь даже в том случае, если новое правительство Югославии заявит о лояльности к Германии. Уже вечером 27 марта 1941 была составлена директива ОКВ № 25 о подготовке к войне, в дополнение к ней ОКВ издало «Указания по вопросам пропаганды против Югославии» (в соответствии с которыми противником следовало называть только «правительство Сербии, развязавшее войну с Германией в интересах Англии», население следовало убеждать, что «хорваты, македонцы, жители Боснии и иные представители несербского населения не рассматриваются германскими войсками как противник и не должны гибнуть за интересы Англии и сербских шовинистов»). Начавшаяся подготовка к войне против Югославии вынудила немецкое военное командование отложить уже запланированное на 1 апреля 1941 года вторжение в Грецию.
27 марта 1941 года Гитлер направил Муссолини письмо, в котором рекомендовал итальянским войскам на Балканах не предпринимать в ближайшее время активных действий и сосредоточиться на обороне, обеспечив прикрытие албано-югославской границы.
28 марта 1941 года хорватские националисты пообещали оказывать поддержку немецким войскам в ходе войны против Югославии.
30 марта 1941 года была издана директива ОКХ, установившая начать боевые действия против Югославии 6 апреля 1941 года.
Не желавшее предоставлять предлог для начала войны, правительство Д. Симовича действовало осторожно и нерешительно. Тем не менее, оно активизировало контакты с Грецией и Великобританией. 31 марта 1941 на переговоры в Белград из Афин прибыли британский генерал Дж. Дилл и личный секретарь министра иностранных дел Великобритании П. Диксон. В этот же день, 31 марта 1941 генеральный штаб Югославии приказал войскам начать выполнение плана R-41.
1 апреля 1941 года находящийся в Италии лидер хорватских националистов Анте Павелич с разрешения Муссолини начал вести пропагандистские радиопередачи на проживавших в Югославии хорватов с итальянской радиостанции ETAR. В это же время на итальянской территории началось формирование пехотного батальона из хорватских националистов.
3 апреля 1941 года офицер ВВС Югославии В. Крен во время выполнения полёта на самолёте Potez 25 совершил перелёт в Грац и сообщил немцам сведения разведывательного характера о ВВС Югославии.
5 апреля 1941 года СССР и Югославия подписали Договор о дружбе и ненападении. В этот же день, 5 апреля 1941 года Венгрия начала всеобщую мобилизацию.

## Силы и планы сторон
Разработанный в феврале 1941 года «план R-41» генерального штаба вооружённых сил Югославии имел оборонительный характер и предусматривал создание трёх групп армий:
- 1-я группа армий (4-я и 7-я армии)[6] — на территории Хорватии
- 2-я группа армий (1-я, 2-я, 6-я армии) — в районе между Железными Воротами и рекой Драва[6]
- 3-я группа армий (3-я и 5-я армии) — в юго-западной части страны, в районе границы с Албанией[6]

По немецким данным, в случае успеха в оборонительной войне на северных и восточных границах страны югославы планировали нанести удар по итальянским войскам в Албании, захватить порт Задар и совместно с греческой армией нанести поражение Италии.
После завершения мобилизации общая численность югославской армии должна была составить почти миллион военнослужащих, однако к началу войны мобилизация завершена не была (30-40 % призывников не явились на сборные пункты). В целом к началу вторжения 28 пехотных дивизий, 3 кавалерийские дивизии и 32 отдельных полка были пополнены до 70-90 % от штатной численности, однако только 11 дивизий успели занять районы сосредоточения в соответствии с планом обороны. Армия Югославии испытывала острый недостаток противотанковых и зенитных орудий. На вооружении югославской армии имелось 416 самолётов французского, итальянского, английского и немецкого производства, из которых не более половины были современными (эскадрилья Me-109E3, 60 Do-17K, до 45 S.79K, 5 Ca.311, Bristol Blenheim Mk.I, несколько Avia B.534 и др.), а также 110 танков (около 50 лёгких Renault R35, 48 устаревших FT-17, 8 лёгких самоходок «шкода» Т-32 и взвод бронеавтомобилей). Подготовка югославской пехоты была основана на использовании опыта французской армии — как показала война, это решение было ошибочным.
Немецкое военное командование сформировало для участия в войне против Югославии две группировки:
- в южной Австрии, для удара по Югославии с севера была сосредоточена 2-я армия[15], в состав которой вошли четыре корпуса:
  - в 46-й моторизованный корпус вошли 8-я и 14-я танковые и 16-я моторизованная дивизии[24]
  - в 49-й горный корпус вошли 1-я горнострелковая дивизия[24] и 538-й отряд пограничной стражи[уточнить].
  - в 51-й пехотный корпус вошли 132-я и 183-я пехотные дивизии и части 101-й легкопехотной дивизии[24]
  - в 52-й пехотный корпус вошли 79-я и 125-я пехотные дивизии (корпус не успел прибыть к началу операции и считался в резерве)[24]
- на территории Болгарии и Румынии были сосредоточены немецкие 12-я армия и 1-я танковая группа[15]
  - в состав 1-й танковой группы вошли 11-й армейский корпус (60-я моторизованная, 76-я и 198-я пехотные дивизии), 14-й армейский корпус (5-я и 11-я танковые, 4-я горная и 294-я пехотная дивизии) и 41-й моторизованный корпус (дивизия СС «Рейх», моторизованный полк «Великая Германия», части полка «Герман Геринг»)[24]

Кроме того, для ведения пропаганды на Югославию и выполнения иных пропагандистских мероприятий немецкое командование создало три агитационно-пропагандистских центра (в городах Грац, Бухарест и София) и включило в состав немецкой группировки четыре отряда пропаганды:
- 649-й отряд 2-й роты пропаганды (подчинённый 2-й немецкой армии)[25]
- 690-й отряд 12-й роты пропаганды (подчинённый 2-й немецкой армии)[25]
- 691-й отряд пропаганды (подчинённый 1-й танковой группе)[25]
- 8-я рота пропаганды люфтваффе (подчиненная 8-му авиационному корпусу люфтваффе)[25]

Кроме того, на случай осложнения ситуации 2-й армии были выделены четыре дивизии из резерва ОКХ.
Существенную роль в подготовке и осуществлении операции сыграл также персонал немецкого посольства в Белграде (к началу боевых действий увеличенный до 500 человек).
Италия выделила для участия в войне против Югославии 2-ю армию, которая в соответствии с планом операции должна была начать наступление на побережье Адриатического моря. Прикрытие итальянских войск с воздуха осуществляла 2-я авиаэскадра (4-й авиаполк в составе 46 истребителей Macchi C.200 и 54-й авиаполк в составе 44 истребителей C.200).
Венгрия выделила для участия в войне против Югославии части 3-й армии (десять бригад), три из которых были сведены в «подвижный корпус» (Gyorshadtest). В состав каждой из трёх бригад «подвижного корпуса» входил бронетанковый разведывательный батальон трёхротного состава (рота из 18 танкеток L3/35, рота из 18 танков «толди» и рота бронеавтомобилей Csaba). Кроме того, венгерские ВВС участвовали в авианалётах на территорию Югославии (бомбардировщики Ju-86K-2 бомбили Ниш и Нови Сад).
Румыния не принимала прямого участия в боевых действиях против Югославии, однако на её территории базировались части люфтваффе, участвовавшие в войне против Югославии и агитационно-пропагандистский центр в Бухаресте.
Болгария не принимала участия в войне против Югославии, однако территория Болгарии использовалась для оперативного развёртывания немецких войск и размещения агитационно-пропагандистского центра в Софии. Кроме того, болгарские войска, сосредоточенные у границы с Турцией (которая 23 июня 1939 заключила договор о взаимопомощи с Великобританией), обеспечивали тыловое прикрытие немецких войск.
Кроме того, немецкое руководство сумело использовать в свою пользу обострение национальных противоречий в Югославии и ещё до войны установило контакты с симпатизировавшими Германии элементами. Также на территории Югославии открыто действовало немецкое общество «Культурбунд». В результате с начала войны активную помощь странам «оси» оказывала «пятая колонна» из местного населения (в том числе, проживавших в Югославии немцев-«фольксдойче», хорватских националистов и прогермански настроенных сербов).

## Ход войны

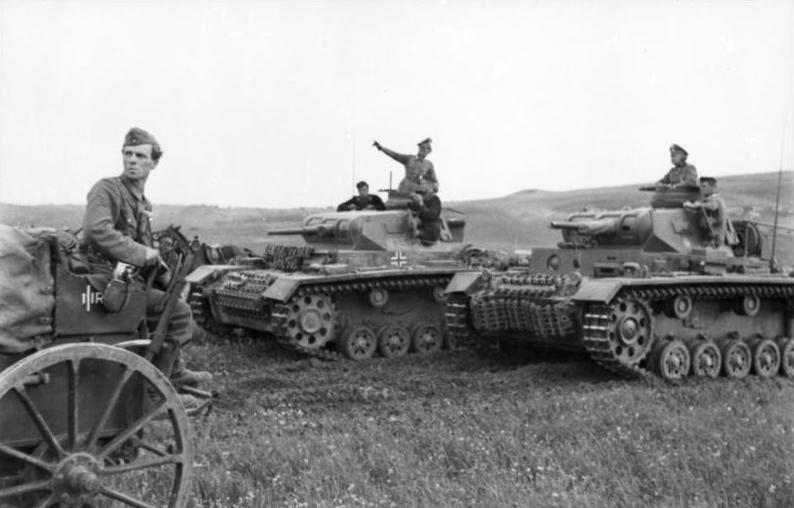
Танки PzKpfw III. Балканы

Необъявленная война против Югославии началась в ночь с 5 на 6 апреля 1941 года, когда первые немецкие разведывательные и диверсионные группы скрытно пересекли границу Югославии и начали уничтожение югославских пограничников. После рассвета ранним утром 6 апреля 1941 года начались авианалёты 4-го воздушного флота люфтваффе. 150 немецких бомбардировщиков под прикрытием истребителей нанесли удар по Белграду, основной целью был центр города, где находились важнейшие государственные учреждения. Также немецкие самолёты нанесли бомбовые удары по югославским аэродромам в районах Скопье, Куманово, Ниша, Загреба и Любляны. На аэродроме Петровац в результате действий офицера-хорвата люфтваффе были уничтожены 14 бомбардировщиков Do-17K 3-го бомбардировочного авиаполка ВВС Югославии. Кроме того, немецкая авиация бомбила узлы связи, железные дороги и коммуникации с целью сорвать стратегическое развёртывание югославской армии. ВВС Югославии сумели сбить несколько немецких самолётов, но потеряли 20 истребителей в воздухе и 44 самолёта на аэродромах.
Немедленно после начала боевых действий итальянский флот начал морскую блокаду побережья Югославии, а 49 итальянских самолётов Z.1007bis разбомбили югославский аэродром Мостар. В это же время в дополнение к 13 дивизиям 2-й итальянской армии в районе югославско-албанской границы были сосредоточены восемь дивизий 9-й итальянской армии, что создавало угрозу для Югославии и не позволило югославскому военно-политическому руководству снять войска от границ с итальянскими владениями на Балканах и направить их на противодействие наступавшим немецким войскам. 7 апреля 1941 итальянские войска пересекли границы Югославии и начали наступление по двум направлениям: на Любляну и вдоль побережья.
В 4:30 утра 7 апреля 1941 солдаты 14-й танковой дивизии вермахта предприняли попытку внезапным нападением с территории Венгрии захватить мост у города Закани, однако югославы сумели взорвать мост.
Только на второй день войны, 7 апреля 1941 правительство Югославии объявило всеобщую мобилизацию.
7 апреля 1941 года третья рота 1-го танкового батальона югославской армии (переброшенная железнодорожным транспортом из Скопье на станцию Струмица) совершила марш к селу Пирово, в ходе которого по техническим причинам вышел из строя и был оставлен на дороге один танк FT-17, и заняла оборону в районе Стралиште. В результате авианалёта немецких бомбардировщиков «юнкерс-87» были уничтожены шесть из 12 танков FT-17, но оставшиеся вступили в бой с наступавшими частями 73-й пехотной дивизии вермахта, задержав продвижение немцев на несколько часов.
В ночь с 7 на 8 апреля 1941 в Беловаре заговорщики-хорваты из военнослужащих 108-го пехотного полка югославской армии арестовали офицеров находившегося в городе штаба 4-й югославской армии, после чего установили связь с командованием немецких войск и сообщили им сведения разведывательного характера о численности, дислокации и планах югославской армии.
Ранним утром 8 апреля 1941, после сильного артиллерийского обстрела, две танковые дивизии 1-й танковой группы фон Клейста вторглись в Югославию из Болгарии, начали наступление по дороге София — Белград против южного фланга югославской 5-й армии в направлении на город Ниш и заняли Пирот. Вслед за этим, в 8:25 утра 13-й сапёрный батальон 14-й танковой дивизии вермахта внезапной атакой захватил мост у города Барч (по которому на территорию Югославии немедленно начали переправу немецкие войска 46-го корпуса).
В этот же день 8 апреля 1941 года в ходе наступления были захвачены города Марибор и Дравоград.
9 апреля 1941 около 9:00 часов утра Ниш был взят немцами. Также немецкие войска сумели захватить без повреждений радиостанцию в Скопье. В этот же день немецкое командование отметило признаки разложения югославской армии — военнослужащие-сербы продолжали сопротивление, в то время как хорваты и македонцы начали складывать оружие. После этого, 11-я танковая дивизия пошла на Белград, а 5-я танковая была перенацелена в направлении Греции.
10 апреля 1941 в Загребе вооружённые усташи при поддержке со стороны хорватских националистов заняли казармы югославской армии и захватили находившиеся здесь танки FT-17 2-й танковой роты (военнослужащие, среди которых было немало хорватов и словенцев, не оказали сопротивления). Вслед за этим военнослужащие-сербы были переданы вступившим в город немцам 46-го корпуса, а лидеры хорватских националистов С. Кватерник и В. Мачек по городской радиостанции объявили о создании «независимого государства Хорватия». В это же время бан Дравской бановины М. Натлачен объявил о создании национального совета в Словении, практически все печатные издания Словении призвали население региона «сохранять дисциплину и спокойствие» и не сопротивляться, а созданный в Словении «словенский легион» начал разоружать военнослужащих югославской армии. Эти события способствовали дезорганизации деятельности и прекращению организованного сопротивления югославских войск в Хорватии и Словении. Более того, в югославской армии имели место столкновения между военнослужащими-хорватами и военнослужащими-сербами, в ряде случаев сопровождавшиеся применением оружия.
В этот же день 10 апреля 1941 года немецкие войска соединились с итальянскими войсками у северного берега Охридского озера, 103-й мотопехотный полк 14-й танковой дивизии вермахта был атакован в городе Беловар, однако сумел быстро разгромить части югославской армии и взял пленных, а 46-й танковый корпус продолжил наступление на Сараево.
11 апреля 1941 с территории Венгрии начали наступление венгерские войска.
В этот же день наступающие итальянские войска заняли Любляну. К вечеру 11 апреля 1941 года наступавшие с юго-востока немецкие части подошли на 11 км к Белграду.
12 апреля 1941 года 1-й венгерский парашютно-десантный батальон захватил мосты через канал в городах Врбас и Србобран, а другие венгерские части — захватили город Сомбор, подавив сопротивление местных сил. В этот же день немцы вошли в Сараево, заняли город Крняк и выбросили воздушный десант для захвата аэродрома в Биелине.
12 апреля 14-я танковая дивизия вермахта заняла Карловац, где соединилась с частями итальянской армии, наступавшими со стороны Фиуме, и продолжила движение на Бихач. Мост возле Бихача был заминирован военнослужащими югославской армии, но ещё до подхода немецких войск прогермански настроенные боснийцы разминировали мост и обеспечили его охрану до подхода немцев.
В этот же день на Дунае немецкие штурмовики Ju-87 атаковали и потопили югославский монитор «Драва», который 6 и 8 апреля обстреливал аэродром люфтваффе в Мохаче, на территории Венгрии.
В соответствии с планами немецкого командования Белград должны были занять 13 апреля 1941 года наступающие части моторизованного полка «Великая Германия», однако их опередила мотоциклетная рота из состава разведывательного батальона 2-й моторизованной дивизии СС «Рейх» (командир которой, гауптштурмфюрер СС Фриц Клингенберг принял решение двигаться на Белград не по автомобильным дорогам, а по железнодорожной магистрали, которая оказалась неохраняемой). Вечером 12 апреля 1941 разведывательный дозор под его командованием (в составе 10 военнослужащих) доехал до немецкого посольства в Белграде. От сотрудников посольства Клингенберг узнал, что город не подготовлен к обороне, а югославские войска ещё не вошли в столицу, и их прибытие ожидается через несколько часов. После этого он выехал на центральную площадь города, объявил себя парламентером и от имени командования окруживших Белград немецких войск потребовал от городских властей сдать город. В случае невыполнения своих требований в течение 20 минут он угрожал вызвать по радио бомбардировщики, чтобы полностью стереть город с лица земли. Не имевший информации о происходящем, градоначальник объявил, что Белград сдаётся и официально, в присутствии сотрудника немецкого посольства, передал ключи от города занявшим ратушу немецким солдатам, хотя немецкие войска в этот момент времени ещё находились на расстоянии 10 километров от города. 13 апреля 1941 в Белград вступили основные силы немецких войск, которые заняли город без боя. Подразделение полка «Великая Германия» заняло столичную радиостанцию и вышло в эфир, их радиопередачи ещё более снизили боеспособность югославских войск. Помимо неудачного хода военной кампании и военно-технического превосходства немецких войск, деморализации югославских военнослужащих способствовали применяемые немцами тактические приёмы (в частности, массированное применение подразделениями вермахта огнемётов, установленных на танки и бронемашины).
13 апреля 1941 венгерские войска заняли Нови-Сад.
К 14 апреля 1941 года венгерские войска полностью оккупировали Бачку. В этот же день продолжавшие наступление части 14-й танковой дивизии вермахта вступили в бой с югославскими войсками в районе города Ключ (бой продолжался недолго, однако югославы сумели разрушить мост длиной около 20 метров, что замедлило дальнейшее продвижение сил немецкой «группы Штемпеля»). Также 14 апреля немецкие войска захватили аэродром в Биелине (после авианалёта, в котором участвовали 12 штурмовиков Ju-87, 23 Me-110 и 18 Me-109 на него был высажен десант из 17 транспортных Ju-52).
В этот же день генерал Д. Симович подал в отставку, его заменил начальник генерального штаба Югославии генерал Д. Калафатович.
15 апреля 1941 немецкие части достигли города Яйце (здесь их продвижение было остановлено на три часа, поскольку югославы взорвали мост через реку). В этот же день генерал Калафатович начал переговоры с немецким генералом Вейхсом, но получил ответ, что речь может идти только о полной капитуляции. В этот же день 60-я моторизованная дивизия вермахта с боем захватила Кралево.
15 апреля 1941 король и правительство Югославии покинули страну.
В этот же день 15 апреля 1941 немецкое военное командование обсудило вопрос о создании «хорватского легиона» (16 апреля 1941 года решение о создании под немецким командованием вооружённых подразделений из хорватов было утверждено).
17 апреля 1941 итальянские войска взяли Дубровник, а немецкие войска заняли Сараево.
17 апреля 1941 в Белграде министр иностранных дел Югославии А. Цинцар-Маркович и начальник оперативного отдела югославского генерального штаба генерал Р. Янкович подписали от имени Югославии акт безоговорочной капитуляции. Генерал Калафатович отдал приказ всем подразделениям югославской армии прекратить боевые действия и выслать парламентеров. В соответствии с документом все военнослужащие югославской армии, продолжавшие сопротивление после 12:00 часов 18 апреля 1941 года подлежали смертной казни.
После объявления о капитуляции, лейтенанты ВМС Сергей Машера и Милан Спасич ценой своей жизни взорвали эсминец «Загреб» в Которском заливе, чтобы не допустить его захвата противником.

## Результаты
Королевское правительство Югославии, 15 апреля 1941 вылетевшее на самолёте в Грецию, 18 апреля 1941 перебралось из Афин на Ближний Восток, а позднее из Каира переехало в Лондон.
Потери ВВС Югославии в авиатехнике за весь период войны составили 57 сбитых и около 150 уничтоженных на земле самолётов, ещё некоторое количество самолётов оказалось в распоряжении немецких, итальянских и венгерских войск после капитуляции югославской армии. Кроме того, часть авиатехники ВВС Югославии оказалась в распоряжении НГХ (командир 205-й бомбардировочной эскадрильи, хорват Мато Кулинович отказался выполнять приказ о перелёте эскадрильи в Грецию, инструктор ВВС Югославии, хорват Цвитан Галич на самолёте Bü-131 совершил перелёт в расположение немецких войск). Тем не менее, из Югославии в Египет совершили перелёт четыре бомбардировщика S.79K и два бомбардировщика Do-17K ВВС Югославии. Ещё четыре самолёта ВВС Югославии совершили перелёт в СССР. Две подводные лодки ВМФ Югославии также сумели избежать уничтожения и пленения, впоследствии они вошли в состав британского флота.
Немецкие войска в ходе кампании потеряли 151 военнослужащих погибшими, 14 пропавшими без вести, 392 ранеными. В ходе авианалётов на Белград были сбиты 12 и повреждены ещё 8 самолётов люфтваффе. Ещё один штурмовик Ju-87R был подбит 7 апреля 1941 над Македонией огнём зенитной артиллерии и совершил вынужденную посадку в горах, экипаж вышел в расположение немецких войск. Ещё один истребитель Me-109E7 был сбит во время авианалёта на аэродром у города Ниш (пилот Илефельд был взят в плен югославскими солдатами). В бою у Тополы были уничтожены два танка PzKpfw II (по другим данным, три немецких танка).
Потери Италии в авиатехнике в боевых действиях против Югославии составили 13 самолётов (в том числе три истребителя: один Fiat G.50bis и два MC.200).
Потери итальянской армии в бронетехнике составили 11 уничтоженных и 5 повреждённых танкеток L3.
В ходе боевых действий немецкие войска взяли в плен 225,5 тыс. югославских военнослужащих, после капитуляции общее количество капитулировавших, взятых в плен и сдавшихся немцам югославских военнослужащих увеличилось до 345 тыс.. Ещё 30 тыс. югославских военнослужащих были взяты в плен итальянскими войсками, в результате общее количество попавших в плен югославских военнослужащих составило 375 тысяч человек. Значительное количество из них (призванные в югославскую армию проживавшие в Югославии немцы-«фольксдойче», венгры и хорваты) были выпущены некоторое время спустя. Кроме того, из плена освобождали македонцев (поскольку Македонию заняли болгарские войска).
Вторжение в Югославию вынудило немецкое военно-политическое руководство отложить войну с СССР. 30 апреля 1941 года дата начала операции «Барбаросса» была перенесена с 15 мая 1941 года на 22 июня 1941 года.
В мае 1941 2-я армия и 1-я танковая группа были выведены из Югославии, и с 22 июня 1941 они приняли участие в войне Германии против СССР. Приказ о передислокации трёх штабов корпусов и семи дивизий из Югославии в Германию и Румынию был отдан ещё 14 апреля. 21 и 23 апреля аналогичный приказ получили 16-я моторизованная и три танковые дивизии. Для оккупации Югославии были выделены части 12-й армии, наряду с изначальной для этой армии задачей оккупации Греции.

## Последствия

Раздел Югославии между нацистской Германией и её союзниками.

Югославия прекратила существование. 21 и 22 апреля раздел Югославии был завершён на встрече министров иностранных дел Германии и Италии в Вене.
Территория была разделена: северная часть Словении была включена в состав Германии; южная часть Словении и Далмация — в состав Италии; бо́льшая часть Вардарской Македонии и восточные районы Сербии — в состав Болгарии; Косово и Метохия, западные районы Македонии и восточные районы Черногории — в состав Албании.
В состав Венгрии вошли Воеводина (Бачка) и северо-восточная часть Словении: всего 11417 кв. миль территории с населением 1 025 508 человек (только 37 % из которых являлись венграми по национальности).
Были образованы Независимое государство Хорватия (включая Боснию-Герцеговину), королевство Черногория (трон остался не занятым) и немецкая военная администрация в Сербии. На оккупированных территориях создавались местные марионеточные коллаборационистские правительства и административно-государственные структуры, а также вооружённые силы.
Вскоре на территории Югославии вспыхнули два движения сопротивления: четники под руководством полковника ЮКА Драголюба (Драже) Михайловича и коммунистические партизаны под руководством Иосипа Броз Тито.